# 九原県 (山西省)
九原県（きゅうげん-けん）は中華人民共和国山西省にかつて設置された県。現在の忻州市に相当する。
後漢により設置され、新興郡の郡治とされた。南北朝時代、北魏により廃止され秀容県に統合された。